# Хохлачёв, Василий Фёдорович
Василий Фёдорович Хохлачёв (13 марта 1918, с. Сосновка, Саратовская губерния — 10 января 1983, Монино, Московская область) — военный лётчик, командир эскадрильи 79-го гвардейского штурмового авиационного полка (2-я гвардейская штурмовая авиационная дивизия, 16-я воздушная армия) участник Великой Отечественной и Корейской войны, Герой Советского Союза (13.04.1944), генерал-лейтенант авиации.

## Биография
Родился 13 марта 1918 года в селе Сосновка (ныне — Саратовского района Саратовской области). Русский.
В 1936 году окончил автодорожный рабфак и поступил в Саратовский автодорожный институт. В сентябре 1937 года по спецнабору ЦК ВЛКСМ поступил в Энгельсское военное авиационное училище, которое окончил в мае 1941 года.
Участник Великой Отечественной войны с 22 июня 1941 года на Ленинградском, Волховском, Сталинградском, Донском, Центральном и 1-м Белорусском фронтах. Был ранен в 1942 году.
Командир звена 313-го штурмового авиационного полка 291-й штурмовой авиационной дивизии лейтенант В. Ф. Хохлачёв был представлен к званию Героя Советского Союза 14 октября 1942 года. Приказом по войскам Донского фронта награждён орденом Ленина. Командиру эскадрильи 79-го гвардейского штурмового авиационного полка 2-й гвардейской штурмовой авиационной дивизии гвардии капитану Хохлачёву В. Ф. «за 135 боевых вылетов на самолёте Ил-2, нанесение большого урона противнику» 13 апреля 1944 года Указом Президиума Верховного Совета СССР присвоено звание Героя Советского Союза с вручением ордена Ленина и медали «Золотая Звезда» № 3519.
Войну закончил в должности заместителя командира — штурмана 79-го гвардейского штурмового авиационного полка в звании майора.
После войны Хохлачёв продолжал службу на командных должностях в частях ВВС, освоил реактивную технику. В 1950 году окончил Военно-воздушную академию, а в 1957 году окончил Военную академию Генерального штаба имени К. Е. Ворошилова. Командовал полком, дивизией. С мая 1964 года по август 1967 года командовал ВВС Забайкальского военного округа, с августа 1967 года по май 1971 года командующий 23-й воздушной армией. Затем преподавал в Военно-воздушной академии имени Ю. А. Гагарина.
С 1971 года генерал-лейтенант Хохлачёв в запасе. Проживал в Монино Московской области. Умер 10 января 1983 года. Похоронен на мемориальном кладбище посёлке Монино.

## Награды
- Медаль «Золотая Звезда» № 3519 (13.04.1944)[3];
- орден Ленина (14.10.1942)[4];
- орден Ленина (13.04.1944)[3]
- орден Красного Знамени;
- орден Красного Знамени;
- орден Красного Знамени (11.07.1944)[5];
- орден Красного Знамени (20.12.1944)[6];
- орден Красного Знамени (13.03.1945)[7];
- орден Александра Невского (24.08.1943)[8];
- орден Отечественной войны 1-й степени (15.09.1943)[9];
- орден Красной Звезды;
- медаль «За боевые заслуги»;
- медаль «За оборону Ленинграда»;
- медаль «За оборону Сталинграда»;
- медаль «За взятие Берлина»;
- медаль «За освобождение Варшавы»;
- орден «Крест за боевые летные заслуги» (22.08.1944)[6][10].
- орден Государственного флага 3-й степени (КНДР)

## Память
- В посёлке Монино Московской области на доме № 7 по улице Маслова, где проживал В. Ф. Хохлачёв, установлена мемориальная доска.
- В родном селе Сосновка Саратовского района на здании школы установлена мемориальная доска в память о Герое Советского Союза.